# Lucian Vasilescu
Lucian Vasilescu (n. 23 octombrie 1958, Ploiești, România) este un poet român. 

## Date biografice
Lucian Vasilescu s-a născut la 23 octombrie 1958 la Ploiești, județul Prahova. Din 2004 este redactor șef al revistei de știință și tehnologie și călătorii Descoperă, din cadrul trustului de presă MediaPro. Este membru al cenaclului Universitas.

## Volume publicate
- Evenimentul zilei - un poem văzut de Lucian Vasilescu, Editura Nemira, 1995;
- Ingineria poemului de dragoste, Editura Albatros, 1996;
- Sanatoriul de boli discrete, Editura Cartea Românească, 1997.

## Prezență în antologii
"Testament - Antologie de Poezie Română Modernă - Ediție Bilingvă Engleză/Română" / "Testament - Anthology of Modern Romanian Verse - Bilingual Edition English/Romanian" (Daniel Ionita asistat de Eva Foster, Daniel Reynaud și Rochelle bews, Editura Minerva 2012 , și 2015 - ediția a doua).

## Premii
- Premiul pentru debut al Asociației Scriitorilor din București (A.S.B.), 1996.